# トビー・マクファーソン
トビー・マクファーソン（Toby Macpherson または Tobias Macpherson、2004年8月18日 - ）は、オーストラリアのブランビーズに所属するラグビーユニオン選手。

## 略歴
オーストラリアのBrisbane Boys College（BBC）出身。
2022年、クイーンズランド・レッズU18チームでキャプテンを務める。
2022年、オーストラリアの首都キャンベラにある 大学クラブチームUni-Norths Owlsに加入。
2023年、ワールドラグビーU20チャンピオンシップにオーストラリアU20代表として5試合出場、うち4試合で先発。大会中、2トライを挙げた。
2023年、ブランビーズに入団。
2024年、ワールドラグビーU20チャンピオンシップでは、キャプテンとして出場した。同年、オーストラリアのジュニア最優秀選手（Junior Men's Player of the Year）に選ばれた。
2024年11月8日、1シーズンのレンタル移籍によるトヨタヴェルブリッツへの入団を発表した。ブランビーズとは2027年まで契約がある。
2025年3月13日、トヨタヴェルブリッツを退団した。